# Канвондо (КНДР)
Канвондо́ (кор. 강원도?, 江原道? - провинция речных истоков) — провинция в КНДР, с административным центром в городе Вонсан. Перед разделением Кореи в 1945 году Канвондо Северной Кореи и одноимённая провинция, сейчас являющаяся частью Южной Кореи, составляли единую провинцию.

## География
Канвондо граничит с провинцией Хамгён-Намдо на севере, с Хванхэ-Пукто и Пхёнан-Намдо на западе, с Кэсоном на юге. Имеет также общую границу с Южной Кореей. С востока омывается Японским морем.
Большая часть покрыта горами, наиболее знамениты из которых «Алмазные горы» (Кымгансан).

## Административное деление
Канвондо поделена на 2 города (си) и 15 уездов (кун).

## Города
- Мунчхон (문천시, 文川市)
- Вонсан (원산시, 元山市)

## Уезды
- Анбён (안변군, 安邊郡)
- Чхандо (창도군, 昌道郡)
- Чхорвон (철원군, 鐵原郡)
- Чхоннэ (천내군, 川內郡)
- Хвеян (회양군, 淮陽郡)
- Ичхон (이천군, 伊川郡)
- Кимхва (김화군, 金化郡)
- Косан (고산군, 高山郡)
- Косон (고성군, 高城郡)
- Кымган (금강군, 金剛郡)
- Пхангё (판교군, 板橋郡)
- Поптон (법동군, 法洞郡)
- Пхёнган (평강군, 平康郡)
- Сепхо (세포군, 洗浦郡)
- Тхончхон (통천군, 通川郡)